# マジキューコミックス
マジキューコミックスは、エンターブレインが発行している漫画レーベル。旧『マジキュー』の編集部などが担当している。

## 概要
主にマジキューコミックスは、既存の美少女ものゲーム作品などを4コマ漫画化した「マジキュー4コマ ○○○」として刊行されている。4コマ漫画集以外にも短編集として、既存ゲーム作品を漫画独自のエピソードで描いたものや、フェティシズムを意識した『おんせん!-ON-SEN!- 美少女とめぐる湯煙紀行』など、統一テーマによるオリジナル作品集もある。レーベル全体の傾向として、1人の作家によって描かれたものは少なく、もっぱら複数の作家による作品群を1冊にまとめたアンソロジーコミック形式として刊行されるものが大半となっている。
公式サイトである『マジキューコミックスweb』は毎月25日に更新され、各単行本もその前後日に発売されている。同サイトには、「コマちゃん」という女の子のマスコットキャラクターが用意されており、彼女のショート連載漫画も掲載されている。

## マジキューコミックス作品一覧
五十音順並べ（類似タイトルの続編は例外とする）

### マジキュー4コマシリーズ
- マジキュー4コマ アマガミ
- マジキュー4コマ うみねこのなく頃に
- マジキュー4コマ 乙女はお姉さまに恋してる
- マジキュー4コマ 俺たちに翼はない
- マジキュー4コマ キミキス pure rouge
- マジキュー4コマ 恋姫†無双 〜ドキッ★乙女だらけの三国志演義〜
- マジキュー4コマ ココロコネクト
- マジキュー4コマ 真・恋姫†無双
- マジキュー4コマ 真・恋姫†無双 〜萌将伝〜
- マジキュー4コマ 祝福のカンパネラ
- マジキュー4コマ 真剣で私に恋しなさい!
- マジキュー4コマ 劇場版 空の境界
- マジキュー4コマ タユタマ -Kiss on my Deity-
- マジキュー4コマ 探偵オペラ ミルキィホームズ
- マジキュー4コマ どきどき魔女神判!
- マジキュー4コマ ひぐらしのなく頃に
- マジキュー4コマ プリンセスラバー!
- マジキュー4コマ ましろ色シンフォニー
- マジキュー4コマ メモリーズオフ
- マジキュー4コマ 桃色大戦ぱいろん
- マジキュー4コマ 夜明け前より瑠璃色な-Moonlight Cradle-
- マジキュー4コマ ヨスガノソラ
- マジキュー4コマ リトルバスターズ!
- マジキュー4コマ リトルバスターズ!エクスタシー
- マジキュー4コマ FORTUNE ARTERIAL
- マジキュー4コマ STEINS;GATE

### 短編アンソロジー
- 『アマガミ -Various Artists-』シリーズ
- おんせん!-ON-SEN!- 美少女とめぐる湯煙紀行
- ドリームクラブ アンソロジー
- ヒロインピンチ! ぜったいに負けないんだから…!
- もしかして:はいてない!?

### マジキューコミックスweb
- Gペントリコロール